# Logansport (Indiana)
Logansport  ist eine Stadt (city) im US-Bundesstaat Indiana und der Verwaltungssitz des Cass County. Die Einwohnerzahl beträgt 19.407 (Stand 2019).

## Geschichte
Logansport wurde um 1826 besiedelt und nach einem Shawnee-Krieger namens James Logan, besser bekannt als „Captain Logan“, benannt, der während des Britisch-Amerikanischer Krieges als Scout für die US-Streitkräfte in der Umgebung diente.
Logansport hat auch eine lange Geschichte als Transportzentrum. Der Wabash and Erie Canal erreichte Logansport im Jahr 1837 und trug das port (Hafen) zu Logansports Namen bei, wie in „Logan's port“. Die historische Michigan Road verläuft durch Logansport. Die Michigan Road war eine der ersten Straßen in Indiana. Sie verläuft von Madison, Indiana (Süden), nach Michigan City, Indiana (Norden). Es gibt viele verschiedene Namen für die Straße, darunter Michigan Road, State Road 29 und U.S. Route 421. Auch mehrere verschiedene Passagier- und Güterzugstrecken bedienten Logansport.
Die Eisenbahner-Gewerkschaften Brotherhood of Railroad Trainmen und Ladies Auxiliary hielten 1935 ihren Kongress in Logansport ab, das ein Schienenverkehrsknotenpunkt war. Neben der Wabash Railroad, deren Zug Wabash Cannon Ball in der Stadt hielt, bedienten Logansport auch Züge der Pennsylvania Railroad wie der Union auf den Strecken Chicago-Cincinnati und Chicago-Louisville, Züge nach Pittsburgh über Columbus sowie der Southland nach Florida. Logansport hat 2021 noch drei aktive Eisenbahnen – die Norfolk Southern Railway, die die frühere Wabash-Strecke betreibt, sowie die Toledo, Peoria and Western Railway und die Winamac Southern Railway – und einen Rangierbahnhof sowie ein kleines renoviertes Depot in der Innenstadt, obwohl das viel größere Pan Handle Depot 1962 abgerissen wurde.
Anfang des 20. Jahrhunderts war Logansport die Heimat der bedeutenden Automobilfirma Rutenber, die zuvor in Chicago ansässig war und sich nach dem Umzug nach Logansport in Western Motor Company umbenannte. Edwin Rutenber gründete die Western Motor Company, nachdem er den ersten Vier-Zylinder-Automotor erfunden hatte. Rutenber war ein produktiver Erfinder, der Dutzende von Patenten hielt, die vom ersten Vierzylinder-Automotor und dem Verteilerkappensystem bis hin zu vielen elektrischen Haushaltsgeräten reichten, deren moderne Versionen noch heute in Gebrauch sind.

## Demografie
Nach einer Schätzung von 2019 leben in Logansport 17.584 Menschen. Die Bevölkerung teilt sich im selben Jahr auf in 73,2 % Weiße, 1,5 % Afroamerikaner, 0,4 % amerikanische Ureinwohner, 1,8 % Asiaten und 4,1 % mit zwei oder mehr Ethnizitäten. Hispanics oder Latinos aller Ethnien machten 27,8 % der Bevölkerung aus. Das mittlere Haushaltseinkommen lag bei 37.670 US-Dollar und die Armutsquote bei 20,2 %.

## Söhne und Töchter
- Anne Shymer (1879–1915), Chemikerin
- Duncan Cramer (1901–1980), Filmarchitekt
- Edward Trobaugh (1932–2024), Generalmajor der United States Army
- Greg Kinnear (* 1963), Schauspieler